# August Berger (Architekt)
August Berger (* 30. Dezember 1860 in Teichdorf, Kreis Sorau; † 10. April 1947 in Hildburghausen) war ein deutscher Architekt und Bauunternehmer.

## Leben und Wirken

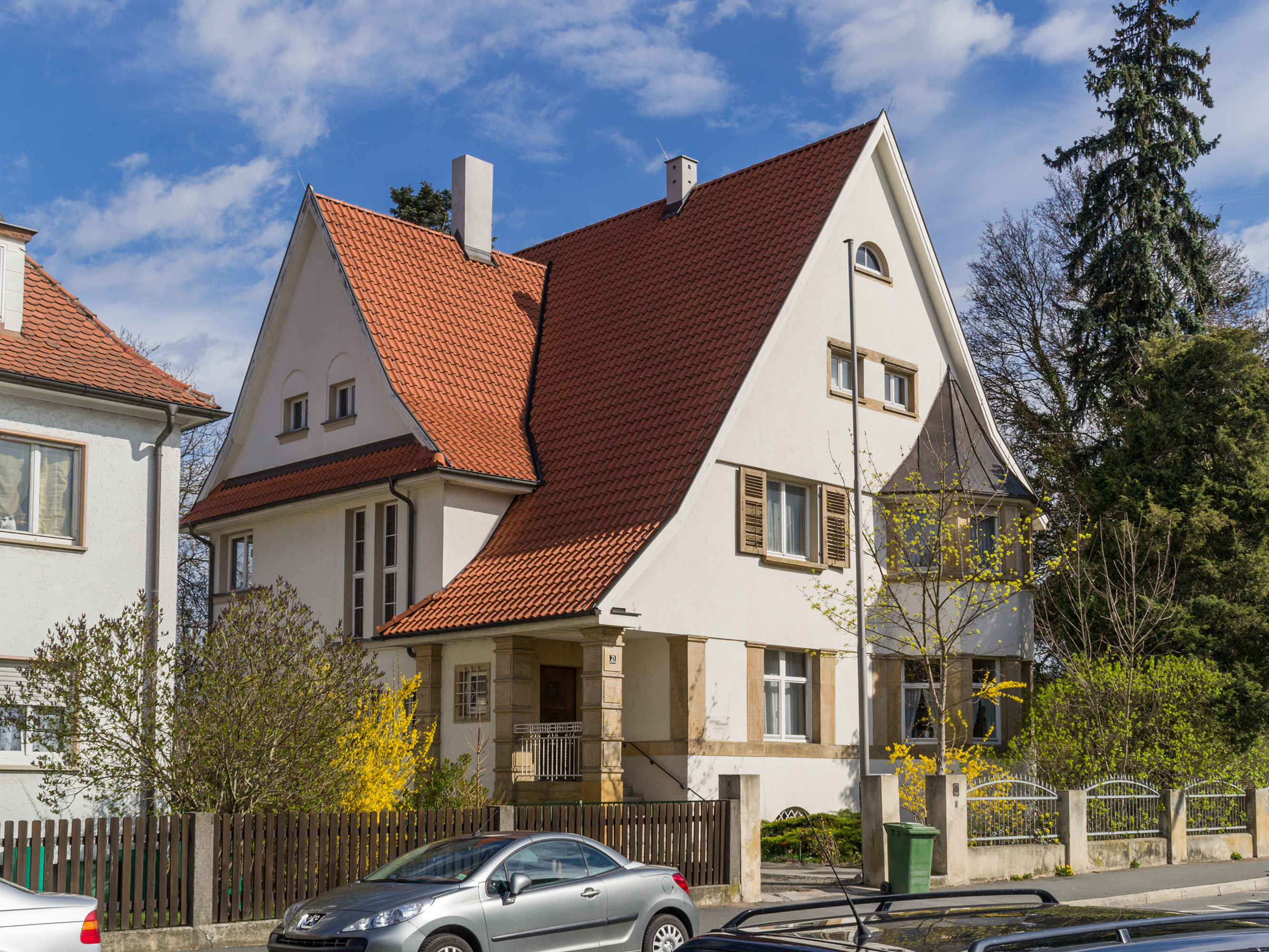
Villa „Sonnenhaus“ der Familie des Otto Bamberger in Lichtenfels

Nach der Schulzeit studierte Berger in Leipzig Architektur und Bauwesen. Anschließend arbeitete er am Technikum in Hildburghausen, bis er dort 1893 sich selbständig machte und ein Bureau für Architektur und Bauausführungen eröffnete. Dahinter verbarg sich zunächst ein Maurer- und Zimmergeschäft in Verbindung mit einer Werkstätte für Holz- und Korbmöbel.
Etwa ab 1900 arbeitete er mit dem Architekten und Bauunternehmer Carl Kleemann in Coburg zusammen, wurde dessen Teilhaber und übernahm im November 1902 nach dem Tod Kleemanns die Firma ganz. 1905 bot er stilvolle Außen- und Innenarchitekturen an. Der Betriebssitz war in der Leopoldstraße 5. Als Immobilien-Spekulant beschäftigte er wiederholt Anfang des 20. Jahrhunderts die Gerichte mit Zwangsversteigerungen seiner Häuser. Er musste aber nie Konkurs anmelden.
1910 verlegte Berger den Sitz seines Baugeschäftes nach Hildburghausen. 1913 eröffnete er in der Coburger Bahnhofsstraße 10 das Thüringer Steinholzwerk. 1914 entstand in Lichtenfels die Villa Sonnenhaus der Familie des Otto Bamberger nach seinen Plänen. Auch nach dem Ersten Weltkrieg führte er weiterhin sein Architekturbüro in Coburg, das später sein Sohn Johannes Otto Berger übernahm. Berger blieb aber bis zu seinem Tod in Hildburghausen ansässig. Dort errichtete er unter anderem den Burghof.
Mit Carl Bauer, Max Böhme, Carl Otto Leheis und Paul Schaarschmidt gehörte August Berger zu den wichtigsten Vertretern des Jugendstils in Coburg. Seine Entwürfe umfassten aber auch andere Stilrichtungen. Für das Ensemble Bahnhofstraße 10/12 erhielt er vom Stadtbaurat Max Böhme besondere Anerkennung. Bergers Bauwerke prägen bis heute das Coburger Stadtbild und zählen zu den denkmalgeschützten Bauten der Stadt.

## Bauwerke

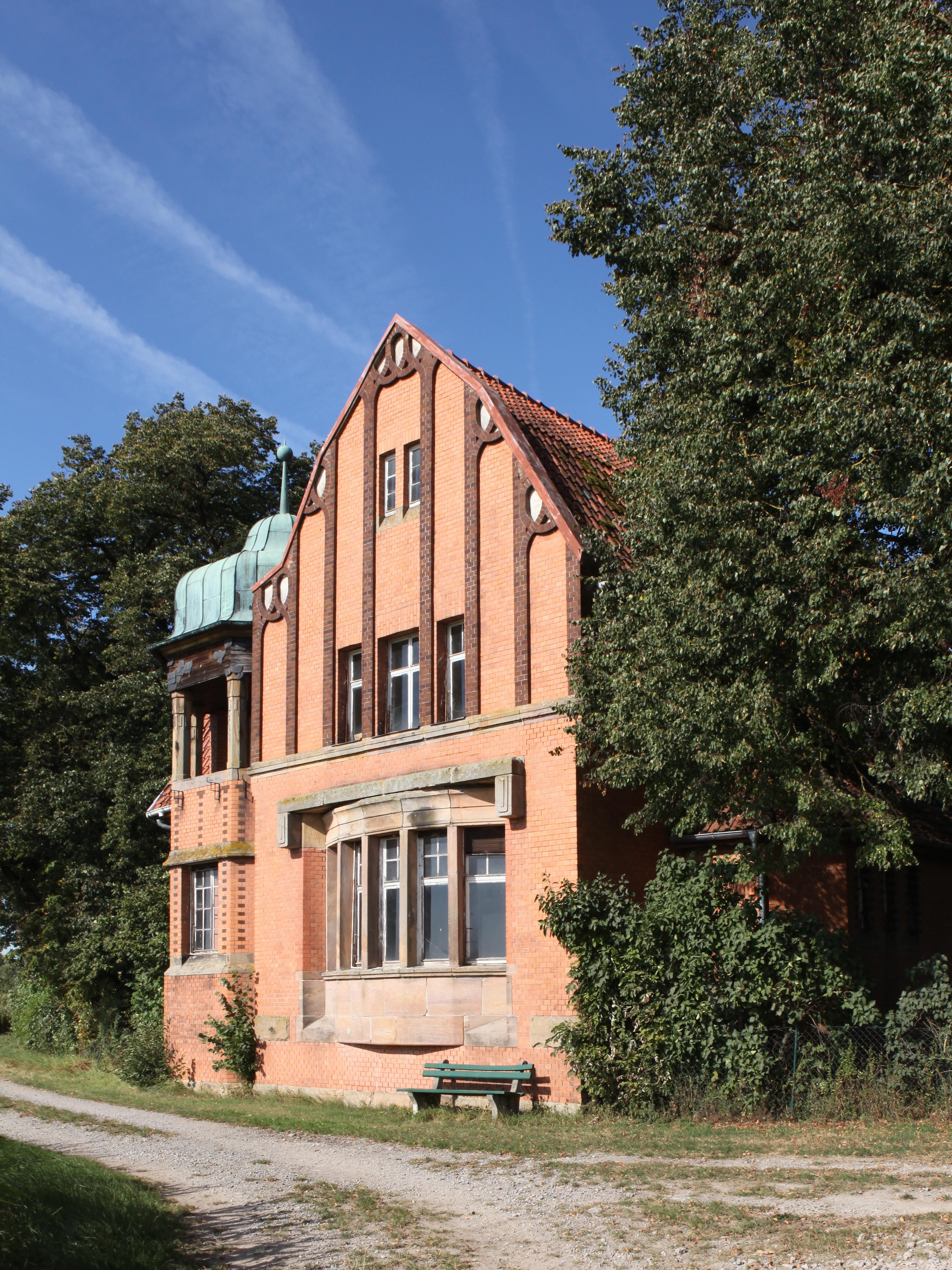
Wohnhaus Gut Birkenmoor

In Coburg wurden folgende Bauten durch August Berger ausgeführt:
- Bahnhofstraße 10/12, (Neubau 1910–1913)
- Hintere Kreuzgasse 1 (Neubau 1904–1905)
- Hohe Straße 28 (Neubau nach Plänen von Carl Kleemann 1904)
- Ketschengasse 22 (Neubau nach Plänen von Carl Kleemann 1905)
- Kleine Johannisgasse 9 (Neubau 1911)
- Mohrenstraße 36 (Neubau 1908)
- Nordlehne1/3 (Neubau 1913–1918)
- Queckbrunngasse 11/12 (Neubau 1907)
- Raststraße 5 (Neubau 1908)
- Seidmannsdorfer Straße 1/3 (Neubau 1906)
- Seidmannsdorfer Straße 22 (Neubau 1907)
- Weichengereuth 50 (Neubau 1903)
- Wohnhaus Gut Birkenmoor